# Eva Thomson-Roos
Eva Sigrid Margareta Thomson-Roos, född den 16 juni 1940 i Stockholm, är en svensk biblioteksman. Hon är dotter till Arthur Thomson.
Eva Thomson-Roos avlade filosofie licentiatexamen vid Lunds universitet 1967. Hon var bibliotekarie vid Lunds universitetsbibliotek 1967–1984, avdelningsdirektör vid Delegationen för vetenskaplig och teknisk informationsförsörjning 1984–1987 och överbibliotekarie vid Handelshögskolan i Stockholm från 1987 till sin pensionering. Eva Thomson-Roos har översatt böcker från engelska och ryska. Hon har publicerat Fagraste vår? (1961).